# Robert Kaźmierczak
| Data i miejsce urodzenia | 10 kwietnia 1983 Bydgoszcz                      |
| Funkcja                  | statystyk                                       |
| Lata                     | Klub/Reprezentacja                              |
| 2006–2016                | Delecta Bydgoszcz                               |
| 2014–2016                | Reprezentacja Polski mężczyzn                   |
| 2016–2023                | PGE Skra Bełchatów                              |
| 2017                     | Reprezentacja Belgii mężczyzn                   |
| 2018–2021                | Reprezentacja Polski mężczyzn                   |
| 2022                     | Reprezentacja Niemiec kobiet                    |
| 2023–                    | BKS Visła Proline Bydgoszcz (dyrektor sportowy) |
| 2024–                    | Reprezentacja Niemiec mężczyzn                  |

Robert Kaźmierczak (ur. 10 kwietnia 1983 w Bydgoszczy) – polski statystyk siatkarski.
Grał w młodzieżowych drużynach Chemika Bydgoszcz razem m.in. z Michałem Winiarskim. Potem po kilkunastu latach skończył studia farmaceutyczne.
Będąc statystykiem PGE Skry Bełchatów wspólnie świętował następujące sukcesy:
Mistrzostwo Polski:
- 2018
- 2017

Superpuchar Polski:
- 2017, 2018

Będąc statystykiem reprezentacji Polski wspólnie świętował następujące sukcesy:
Mistrzostwa Świata:
- 2014, 2018

Puchar Świata:
- 2019
- 2015

Liga Narodów:
- 2021
- 2019

Mistrzostwa Europy:
- 2019, 2021